# Andrew J. Noymer
| 4131 Stasik         | 23 febbraio 1988 |
| 4346 Whitney        | 23 febbraio 1988 |
| 4768 Hartley        | 11 agosto 1988   |
| 5812 Jayewinkler    | 11 agosto 1988   |
| 10061 Ndolaprata    | 11 agosto 1988   |
| 19969 Davidfreedman | 11 agosto 1988   |
| (39521) 1988 PQ     | 11 agosto 1988   |

Andrew J. Noymer (4 novembre 1971) è un astronomo statunitense.
Il Minor Planet Center gli accredita la scoperta di 7 asteroidi, effettuate nel 1998.
Gli è stato dedicato l'asteroide 4956 Noymer.